# 大潮州人工湖
大潮州人工湖是位於屏東縣來義鄉、新埤鄉交界處的地下水人工補注湖。此人工湖的開挖建設為水利專家丁澈士博士於2009年提出的構想，於2018年6月初步開發完成。

## 人工湖效用
大潮州人工湖是用於將洪水期林邊溪多餘水量導引至人工湖內，利用該地區具備入滲效果佳的地質條件，補注至地下含水層。同時具有分洪、治洪及保水的功能。大潮州人工湖可於洪水期擔任起滯洪池功能，滯洪的水體之後緩慢滲入地底。除可涵養地下水資源、提高部分區域的地下水位，更能減緩沿海佳冬、林邊及枋寮一帶地層下陷與海水入侵、防止地下水鹽化問題。
屏東縣於2021年台灣缺水危機中能保持供水正常，屏東縣長潘孟安表示大潮州人工湖發揮了很大的功效。

## 建設歷程
由於美濃水庫、瑪家水庫的建設計畫受到當地民眾與環保團體的反對，迫使中央投入地質調查，發現當地有豐沛的伏流水、地下水可運用，屏東縣政府才推動大潮州人工湖計畫。
人工湖第1期工程經費約14.1億元，設施包含取水工程、固床工程、輸水渠道工程、調節池、沉澱池、監控中心等。後續將評估第一期工程效益是否繼續後續人工湖250公頃開闢規劃。如完成整體300公頃人工湖，預估每年可於林邊溪上游引地表水約1.5億噸補注地下水，地下水位可上升至11公尺。